# Sciron (vent)
Dans la mythologie grecque, Sciron ou Skiron (en grec ancien Σκίρων / Skírōn) est une divinité qui personnifie le vent du nord-ouest.
L'équivalent romain de Sciron est Caurus ou Corus,, membre des Di indigetes.

## Étymologie
Son nom est peut-être associé aux rochers skironiens à l'ouest d'Athènes (pour les Athéniens, le vent soufflait du côté des rochers). Mais les mythes associent le plus souvent leur nom au nom d'un autre Skiron, l'adversaire de Thésée. Indirectement, son nom est associé à Skyroforion, le dernier des trois mois du printemps dans le calendrier attique.

## Famille
Sciron est le fils des titans Astréos et Éos (l'Aurore).
Un des vents directionnels, les Anémoi, il est le frère de Borée, Euros, Caecias, Notos, Lips, Zéphyr et Apéliote. Hygin et Aratos lui donnent également Astrée pour sœur,. Il a aussi pour demi-frère l'étoile du matin, Éosphoros, et les étoiles en général.

## Fonctions
Sciron est la personnification du vent du nord-ouest, frais, sec et fort, détruisant souvent les cultures agricoles, et était donc craint des agriculteurs (le fameux Mistral sévissant en Provence).
Il tient dans les mains un pot en bronze rempli de cendres chaudes et de charbons. Un pot similaire servait à réchauffer la pièce en hiver et symbolisait ainsi l'hiver que Sciron apporte. Moins souvent (généralement dans les interprétations artistiques), il existe une autre interprétation de l'image athénienne : Sciron agiterait les cendres dans le pot après la crémation.
Son homologue romain est connu sous le nom de Caurus. Parallèlement, Caurus est considéré comme l'une des plus anciennes divinités romaines du vent et figurait dans le groupe des Di indigetes, un groupe d'entités abstraites qui jouent un rôle plutôt mineur dans les mythes des entités. C'est ce vent, selon le poète romain Virgile, qui a ramené Cléopâtre en fuite en Égypte après sa défaite à la bataille d'Actium.
Virgile le mentionne également, décrivant le climat hivernal des steppes près de la mer d'Azov:
Semper hiemps, semper spirantes frigora cauri
Toujours l'hiver, toujours les vents du nord-ouest respirent le froid.

## Représentations
Sciron était représenté comme un vieil homme barbu aux grandes ailes et portant de hautes bottes, avec dans les mains un pot en bronze rempli de cendres chaudes et de charbons. Un pot similaire servait à réchauffer la pièce en hiver et symbolisait ainsi l'hiver.
Comme les autres divinités grecques des vents, Sciron est représenté au sommet de la tour des Vents, horloge hydraulique et cadran solaire antique situés dans l'agora romaine d'Athènes.

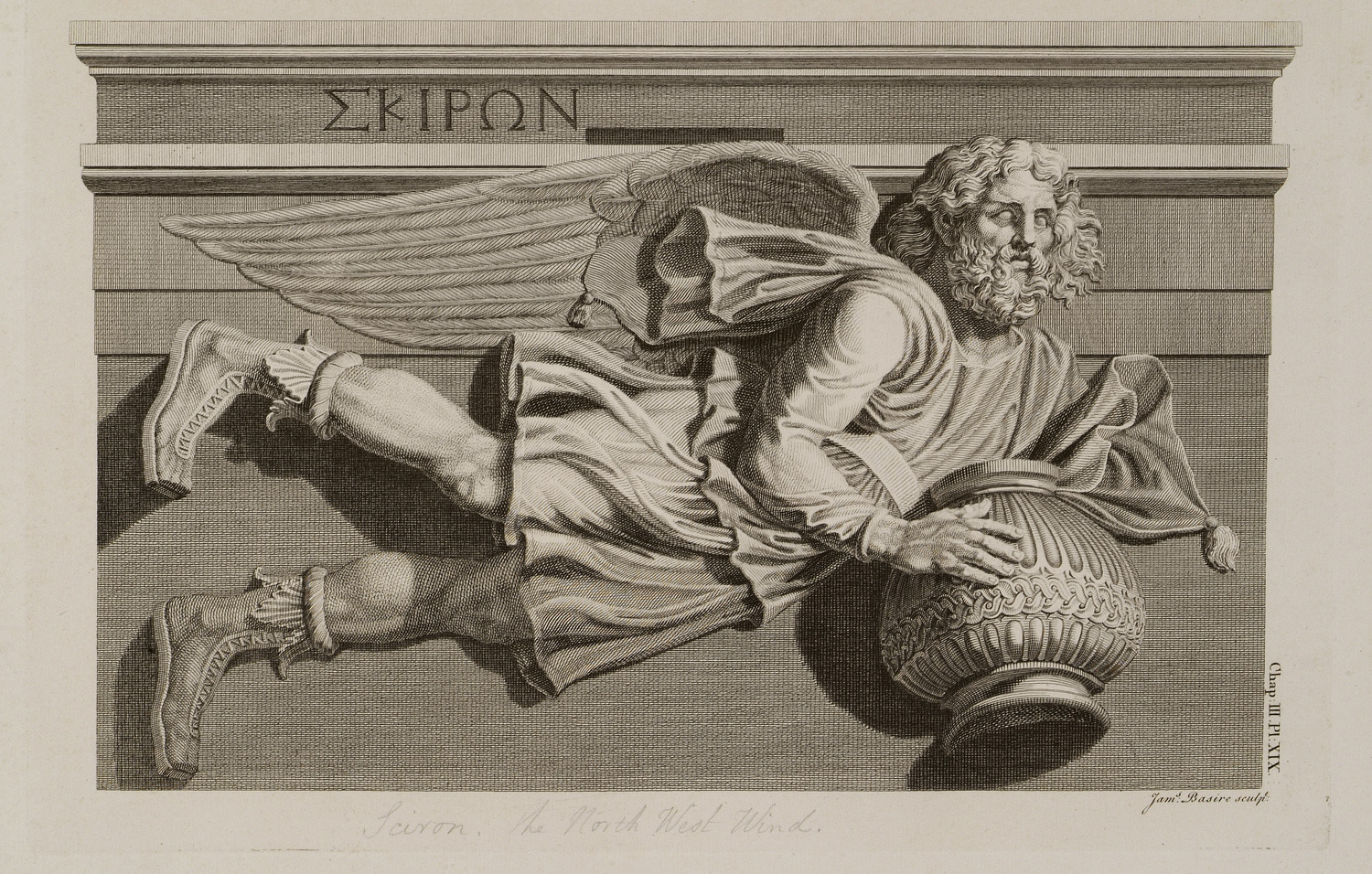
Gravure de la représentation de Sciron de la tour des Vents.